# 莫斯維爾 (阿肯色州)
莫斯維爾（英語：Mossville）是位於美國阿肯色州牛頓縣的一個非建制地區。該地的面積和人口皆未知。

## 地理
莫斯維爾的座標為35°53′42″N 93°23′25″W / 35.89500°N 93.39028°W，而該地的平均海拔高度為691米（即2267英尺）。